# تابرنو
تابرنو دهستانی در استان آلمریای اسپانیا است. در این دهستان ۱٬۰۱۲ نفر زندگی می‌کنند. مساحت این دهستان ۴۴ کیلومتر مربع است.